# Алё (Псковская область)
Алё — деревня в Новосокольническом районе Псковской области России. Входит в состав Маевской волости.

## География
Расположена в 22 км к северо-западу от города Новосокольники, к востоку от озера Алё Малое.

## Население
| 2001 | 2002 | 2010 |
| ---- | ---- | ---- |
| 16   | ↗24  | ↘10  |

Численность населения деревни по оценке на начало 2001 года составляла 16 человек.